# Coatepeque (Gwatemala)
Coatepeque – miasto w Gwatemali, w departamencie Quetzaltenango, położone około 60 km na południowy zachód od stolicy departamentu miasta Quetzaltenango. Miejscowość leży u podnóża gór Sierra Madre de Chiapas, na wysokości 498 m n.p.m. Według danych z 2012 roku miejscowość liczyła 58 259 mieszkańców. Dominuje przemysł spożywczy. W pobliżu miasta znajduje się port lotniczy Coatepeque.
W mieście funkcjonował klub piłkarski Deportivo Coatepeque.